# Rhenen
Rhenen é um município e uma cidade dos Países Baixos, situado na província da Utreque. Tem 43,76 km² de área e sua população em 2020 foi estimada em 20.086 habitantes.